# Joop Rosbach
Johan Georg Fredrik (Joop) Rosbach (Zwolle, 12 november 1897 - Haarlem, 21 juli 2004) was vanaf 13 mei 2004 de oudste levende man van Nederland, na het overlijden van Henri Timmermans. Hij heeft deze titel 69 dagen gedragen.
In zijn werkzame leven was Rosbach militair, net zoals zijn broers en zijn vader. 
Hij trouwde in 1934 met Gerritje Lubbers en werd weduwnaar in 1982. 
De laatste twintig jaar van zijn leven woonde hij in het zorgcentrum Nieuw Delftweide in Haarlem.
Begin juli 2004 kreeg Rosbach een longontsteking, aan de gevolgen waarvan hij in het Kennemer Gasthuis is overleden.
Rosbach overleed op de leeftijd van 106 jaar en 252 dagen. Zijn opvolger was Ko de Lavoir.